# Neoporus effeminatus
Neoporus effeminatus är en skalbaggsart som först beskrevs av Henry Clinton Fall 1923.  Neoporus effeminatus ingår i släktet Neoporus och familjen dykare. Inga underarter finns listade i Catalogue of Life.